# Further Down the Spiral
Further Down the Spiral (в переводе с англ. — «Дальше вниз по спирали») — ремиксовый альбом американской индастриал-рок-группы Nine Inch Nails, выпущенный в июне 1995 года. Further Down the Spiral является десятым официальном релизом Nine Inch Nails и содержит ремиксы на композиции альбома The Downward Spiral. Существуют две версии альбома, Halo 10 (выпущенная в США) и Halo 10 V2 (выпущенная в Японии, Австралии и Великобритании); версии отличаются списком композиций.

## Об альбоме
Further Down the Spiral стал самым популярным альбомом ремиксов Nine Inch Nails и 26 июня 1996 года получил золотую сертификацию за более чем 500 000 проданных копий только в США. В процессе ремикширования принимали участие Aphex Twin, Джей Джи Тёрлуэлл, Рик Рубин, Дэйв Наварро и Coil.
Оба издания альбома содержит ремиксы на песни «Mr. Self Destruct», «Piggy», «Hurt», «Eraser», «The Downward Spiral», «Heresy», «Reptile», и «Ruiner», а также две оригинальные композиции Aphex Twin и несколько дополнительных композиций.

### «At the Heart of It All» и «The Beauty of Being Numb»
«At the Heart of It All» и «The Beauty of Being Numb» — являются не ремиксами, а скорее самостоятельными композициями Aphex Twin, которые доступны на Further Down the Spiral. Среди поклонников группы распространено мнение, что трек «At the Heart of It All» является данью почтения группе Coil, так как композиция очень похожа на одноимённую композицию англичан из их альбома Scatology. Позже сокращённые версии этих двух треков появились в альбоме Aphex Twin 26 Mixes for Cash.

## Список композиций
| №   | Название                                      | Ремикширование                                                               | Длительность |
| --- | --------------------------------------------- | ---------------------------------------------------------------------------- | ------------ |
| 1.  | «Piggy» (Nothing Can Stop Me Now)             | Рик Рубин, гитара — Дэйв Наварро                                             | 4:02         |
| 2.  | «The Art of Self Destruction, Part One»       | Nine Inch Nails Шон Биван [англ.] Брайан Поллак                              | 5:41         |
| 3.  | «Self Destruction, Part Two»                  | Джим Тёрлуэлл                                                                | 5:37         |
| 4.  | «The Downward Spiral» (The Bottom)            | Джон Бэланс Питер Кристоферсон Дрю Макдауэлл [англ.] Дэнни Хайд [англ.]      | 7:28         |
| 5.  | «Hurt» (Quiet)                                | Трент Резнор                                                                 | 5:08         |
| 6.  | «Eraser» (Denial; Realization)                | Бэланс Кристоферсон Макдауэлл Хайд                                           | 6:33         |
| 7.  | «At the Heart of It All» (создано Aphex Twin) |                                                                              | 7:14         |
| 8.  | «Eraser» (Polite)                             | Бэланс Кристоферсон Макдауэлл Хайд                                           | 1:15         |
| 9.  | «Self Destruction, Final»                     | Тёрлуэлл                                                                     | 9:52         |
| 10. | «The Beauty of Being Numb»                    | section a ремикшировано NIN, Биваном, Поллаком; section b создано Aphex Twin | 5:06         |
| 11. | «Erased, Over, Out»                           | Бэланс Кристоферсон Макдауэлл Хайд                                           | 6:00         |

| №   | Название                                                               | Ремикширование                     | Длительность |
| --- | ---------------------------------------------------------------------- | ---------------------------------- | ------------ |
| 1.  | «Piggy» (Nothing Can Stop Me Now)                                      | Рубин, гитара — Наварро            | 4:02         |
| 2.  | «The Art of Self Destruction, Part One»                                | NIN Биван Поллак                   | 5:41         |
| 3.  | «Self Destruction, Part Three»                                         | Тёрлуэлл                           | 3:28         |
| 4.  | «Heresy» (Version)                                                     | Чарли Клоузер                      | 5:19         |
| 5.  | «The Downward Spiral» (The Bottom)                                     | Бэланс Кристоферсон Макдауэлл Хайд | 7:28         |
| 6.  | «Hurt» (Live)                                                          |                                    | 5:07         |
| 7.  | «At the Heart of It All» (создано Aphex Twin)                          |                                    | 7:14         |
| 8.  | «Ruiner» (Version)                                                     | Клоузер                            | 5:35         |
| 9.  | «Eraser» (Denial; Realization)                                         | Бэланс Кристоферсон Макдауэлл Хайд | 6:33         |
| 10. | «Self Destruction, Final»                                              | Тёрлуэлл                           | 9:52         |
| 11. | «Reptilian» (Только на японской версии; на сингле «March of the Pigs») | Дэйв Огилви                        | 8:39         |

## Позиции в чартах и сертификации

### Чарты
| Чарт (1995)                    | Высшая позиция |
| ------------------------------ | -------------- |
| Australia (ARIA Singles Chart) | 51             |
| The Billboard 200              | 23             |
| Canadian Albums Chart          | 46             |

### Сертификации
| Страна         | Статус  |
| -------------- | ------- |
| Великобритания | Золотой |
| США            | Золотой |

## Дополнительные факты
- При быстрой перемотке вперёд на обычном проигрывателе компакт-дисков в композиции «Erased. Over. Out» можно отчётливо услышать строчки „Erase me“ (с англ. — «Сотри меня»).